# きかんしゃトーマス チャオ!とんでうたってディスカバリー!!
『きかんしゃトーマス チャオ!とんでうたってディスカバリー』は、テレビシリーズ『きかんしゃトーマス』の長編シリーズ第15作目の作品である。

## 概要
『きかんしゃトーマス』の3DCG製作の長編としては12作目にあたる。
日本公開版ではテレビ版第23シリーズのTVスペシャルである3話が1つにまとめられており、海外における同タイトルでのリリースとは収録エピソードが異なる。以下は日本公開版を基準に記載していく。
トーマスがソドー島での事件をチームで解決し、イタリアの女の子の機関車ジーナと共にイタリアの仕事を手伝いながら冒険をする。また、従来の長編作品同様に劇中に歌が挿入されている。

## 日本での公開
ゲスト声優としてタレントの山口もえと、お笑いグループの麒麟が起用された。
当初は2020年4月3日に公開が予定されていたが、新型コロナウイルス感染拡大防止の為、同年9月4日に公開延期となった。
今作より長編作品における翻訳が高田香織から渡辺愛香、音楽演出が市之瀬洋一から島津綾乃へと交代された。渡辺と島津はNHKEテレでの通常放送においてもフルリニューアル（第25シリーズ）より務めることとなる。

## 上映エピソード
| 話数 | サブタイトル             | 脚本                   |
| ---- | ------------------------ | ---------------------- |
| 1    | Steam Team to the Rescue | デイビー・ムーア       |
| 2    | All Tracks Lead to Rome  | ベッキー・オーバートン |
| 3    | Mines of Mystery         | ベッキー・オーバートン |

上記3話のサブタイトルの読み上げが全てカットされ、一本の長編に仕立て上げられている。

## あらすじ
ソドー島では、ブレンダムの港とディーゼル整備工場で事故が起こり、島の産業に大混乱が発生。残された蒸気機関車達はできる限り混乱を押さえようと奮闘する。
イタリアでは博物館の建設を手伝う為、ソドー建設会社の重機達が大型キャリー船のステファノに乗ってやってくる。同じくイタリアで仕事を手伝っていたトーマスは「消えた機関車」の噂を聞き、自分も何か発掘したいとはりきってしまう。

## キャスト
| 役名                 | 英国版声優               | 北米版声優                 | 日本版吹き替え   | 日本版吹き替え   |
| 役名                 | 英国版声優               | 北米版声優                 | 劇場上映・DVD版  | 配信・CS放送版   |
| -------------------- | ------------------------ | -------------------------- | ---------------- | ---------------- |
| トーマス             | ジョン・ハスラー         | ジョセフ・メイ             | 比嘉 久美子      | 比嘉 久美子      |
| パーシー             | ナイジェル・ピルキントン | クリストファー・ラグランド | 神代 知衣        | 神代 知衣        |
| ニア                 | イヴォンヌ・グランディ   | イヴォンヌ・グランディ     | 青山 吉能        | 青山 吉能        |
| レベッカ             | レイチェル・ミラー       | レイチェル・ミラー         | 内山 茉莉        | 内山 茉莉        |
| エスター             | フラミニア・チンクエ     | フラミニア・チンクエ       | 内山 茉莉        | 内山 茉莉        |
| ジェームス           | ロブ・ラックストロー     | ロブ・ラックストロー       | 江原 正士        | 江原 正士        |
| ビッグ・ミッキー     | ロブ・ラックストロー     | ロブ・ラックストロー       | 田所 陽向        | 田所 陽向        |
| フリン               | ロブ・ラックストロー     | ロブ・ラックストロー       | 坪井 智浩        | 坪井 智浩        |
| シドニー             | ボブ・ゴルディング       | ボブ・ゴルディング         | 坪井 智浩        | 坪井 智浩        |
| オリバー             | ティム・ウィットノール   | ティム・ウィットノール     | 小田柿悠太       | 小田柿悠太       |
| マックス             | ティム・ウィットノール   | ケリー・シェイル           | 藤井隼           | 藤井隼           |
| ディーゼル           | ケリー・シェイル         | ケリー・シェイル           | ケン・サンダース | ケン・サンダース |
| トップハム・ハット卿 | キース・ウィッカム       | ケリー・シェイル           | 田中 完          | 田中 完          |
| ゴードン             | キース・ウィッカム       | ケリー・シェイル           | 三宅 健太        | 三宅 健太        |
| ヘンリー             | キース・ウィッカム       | ケリー・シェイル           | 金丸 淳一        | 金丸 淳一        |
| ハロルド             | キース・ウィッカム       | ケリー・シェイル           | 羽多野 渉        | 羽多野 渉        |
| キャプテン           | キース・ウィッカム       | キース・ウィッカム         | 宇垣 秀成        | 宇垣 秀成        |
| ソルティー           | キース・ウィッカム       | キース・ウィッカム         | 石野 竜三        | 石野 竜三        |
| デン                 | キース・ウィッカム       | キース・ウィッカム         | 石野 竜三        | 石野 竜三        |
| ノーマン             | キース・ウィッカム       | キース・ウィッカム         | 河本 邦弘        | 河本 邦弘        |
| ダート               | スティーブ・キンマン     | スティーブ・キンマン       | 河本 邦弘        | 河本 邦弘        |
| パクストン           | スティーブ・キンマン     | スティーブ・キンマン       | 河本 邦弘        | 河本 邦弘        |
| ジャック             | スティーブ・キンマン     | デヴィッド・メンキン       | 根本 圭子        | 根本 圭子        |
| ベル                 | テレサ・ギャラガー       | テレサ・ギャラガー         | 根本 圭子        | 根本 圭子        |
| ブレンダ             | テレサ・ギャラガー       | テレサ・ギャラガー         | 織江 珠生        | 織江 珠生        |
| エミリー             | テレサ・ギャラガー       | ジュール・デ・ヨング       | 山崎 依里奈      | 山崎 依里奈      |
| クランキー           | マット・ウィルキンソン   | グレン・ウレッジ           | 黒田 崇矢        | 黒田 崇矢        |
| カーリー             | ルーシー・モンゴメリー   | ルーシー・モンゴメリー     | 石井 未紗        | 石井 未紗        |
| ジーナ               | アンナ・フランコリーニ   | アンナ・フランコリーニ     | 山口 もえ        | 織江珠生         |
| ロレンツォ           | ヴィンチェンツォ・ニコリ | ヴィンチェンツォ・ニコリ   | 川島 明          | 田所陽向         |
| ベッペ               | ヴィンチェンツォ・ニコリ | ヴィンチェンツォ・ニコリ   | 田村 裕          | 陣谷遥           |
| えきちょう           | アントニオ・マグロー     | アントニオ・マグロー       | 陣谷 遥          | 陣谷 遥          |
| ステファノ           | アントニオ・マグロー     | アントニオ・マグロー       | 祐仙 勇          | 祐仙 勇          |
| モンティ             | ラスムス・ハーディカー   | ロブ・ラックストロー       | 藤井隼           | 藤井隼           |
| アルフィー           | トム・ストートン         | トム・ストートン           | 竹内 恵美子      | 竹内 恵美子      |
| ミア                 | モンセラート・ロンバルド | モンセラート・ロンバルド   | 竹内 恵美子      | 竹内 恵美子      |

コーラス：風雅なおと、奥田もとい、内田ゆう、原田真純

## トリビア
- トーマスがナレーションを務める最初の長編作品である。
- ソルティーがクランキーに引き上げられている時に歌っているのは、ザ・アイリッシュ・ローバーズの『Drunken Sailor』である。
- イタリア編の空想シーンは映画『レイダース/失われたアーク《聖櫃》』のパロディ。
- トーマス以外のソドー島のキャラクターが英国領外へ出張する最初の作品。
- 日本公開版で楽曲『きえたきかんしゃはだれ？』が流れる場面は、本来ロレンツォとベッペが夕日に向かいながら「フニクリ・フニクラ」の替え歌を歌うものであった。